# 武安郡 (隋朝)
武安郡，中国隋朝时设置的郡。
大业三年（607年），改州为郡，改洺州为武安郡。治所在永年县（今河北省邯郸市永年区东南）。下辖永年县、洺水县、平恩县、清漳县、临洺县、武安县、肥乡县七县。包括今河北省邯郸市、永年县、丘县、曲周县、鸡泽县、武安市、肥乡县等地。唐朝武德元年（618年），重新改为洺州。